# Euphorbia multiceps
Euphorbia multiceps är en törelväxtart som beskrevs av Alwin Berger. Euphorbia multiceps ingår i släktet törlar, och familjen törelväxter. Inga underarter finns listade i Catalogue of Life.